# G̤
G̤ (minuscule : g̤), appelé  G tréma souscrit, est un graphème utilisé dans la romanisation de l’alphabet mandéen et dans la romanisation ArabTeX de l’écriture arabe. Elle est composée de la lettre G diacritée d’un tréma souscrit.

## Utilisation
Dans la romanisation ArabTeX du sindhi, ‹ g̤ › est utilisé pour translittérer le gāf deux points verticaux souscrit ‹ ڳ ›,.

## Représentations informatiques
Le G tréma souscrit peut être représenté par les caractères Unicode suivant :
- décomposé (latin de base, diacritiques) :

| formes    | représentations | chaînes de caractères | points de code | descriptions                                         |
| --------- | --------------- | --------------------- | -------------- | ---------------------------------------------------- |
| majuscule | G̤               | G◌̤                    | U+0047 U+0324  | lettre majuscule latine g diacritique tréma souscrit |
| minuscule | g̤               | g◌̤                    | U+0067 U+0324  | lettre minuscule latine g diacritique tréma souscrit |

## Sources
- (en) Ethel S. Drower et Rudolf Macuch, A Mandaic dictionary, Oxford, Clarendon Press, 1963
- (en) Michael Everson, Proposal for encoding the Mandaic script in the BMP of the UCS (no N3485R, L2/08-270R), 4 aout 2008 (lire en ligne)
- (en) Klaus Lagally, ArabTEX Typesetting Arabic and Hebrew : User Manual Version 4.002, 11 mars 2004 (lire en ligne), p. 49
- (en) Thomas Pedersen, « Sindhi », dans Transliteration of Non-Roman Scripts, 22 avril 2003 (lire en ligne)